# Suppone I
Suppone I (... – 5 marzo 824) è stato un nobile franco che resse numerose terre nel Regnum Italicum agli inizi del IX secolo. Fu il capostipite dei Supponidi.

## Biografia
Di nazionalità salica, forse di origine alemanna, Suppone fu missus di Carlo Magno e venne fatto conte di Brescia e conte palatino da prima dell'814: la prima carica fosse la ebbe da Pipino d'Italia, mentre il secondo da Bernardo, Parma, Piacenza, Modena, e Bergamo. Inoltre, assieme al vescovo di Brescia, Rataldo, venne nominato missus dominicus per l'Italia. Nel 818 fu fondamentale il suo contributo per reprimere la rivolta di Bernardo d'Italia contro Ludovico il Pio: quest'ultimo, secondo la Vita Hludovici, fu informato dallo stesso Suppone.
Nel 822 dopo l'abdicazione e morte di Guinigisio I, duca di Spoleto, Suppone I venne nominato come sostituto per decreto imperiale. Eginardo registrò la morte di Suppone nell'824; gli succedette Adelardo di Spoleto.

## Matrimonio e figli
Probabilmente ebbe una moglie longobarda di stirpe regia, forse una figlia dell'ultimo re dei Longobardi Adelchi o una figlia del duca di Benevento Arechi II, cognato di Arechi e genero di re Desiderio. Essi ebbero due figli:
- Mauringo, duca di Spoleto e conte di Brescia;
- Adelchi, duca di Spoleto dopo il fratello e conte di Parma, Cremona e Brescia.